# 스트렛퍼드

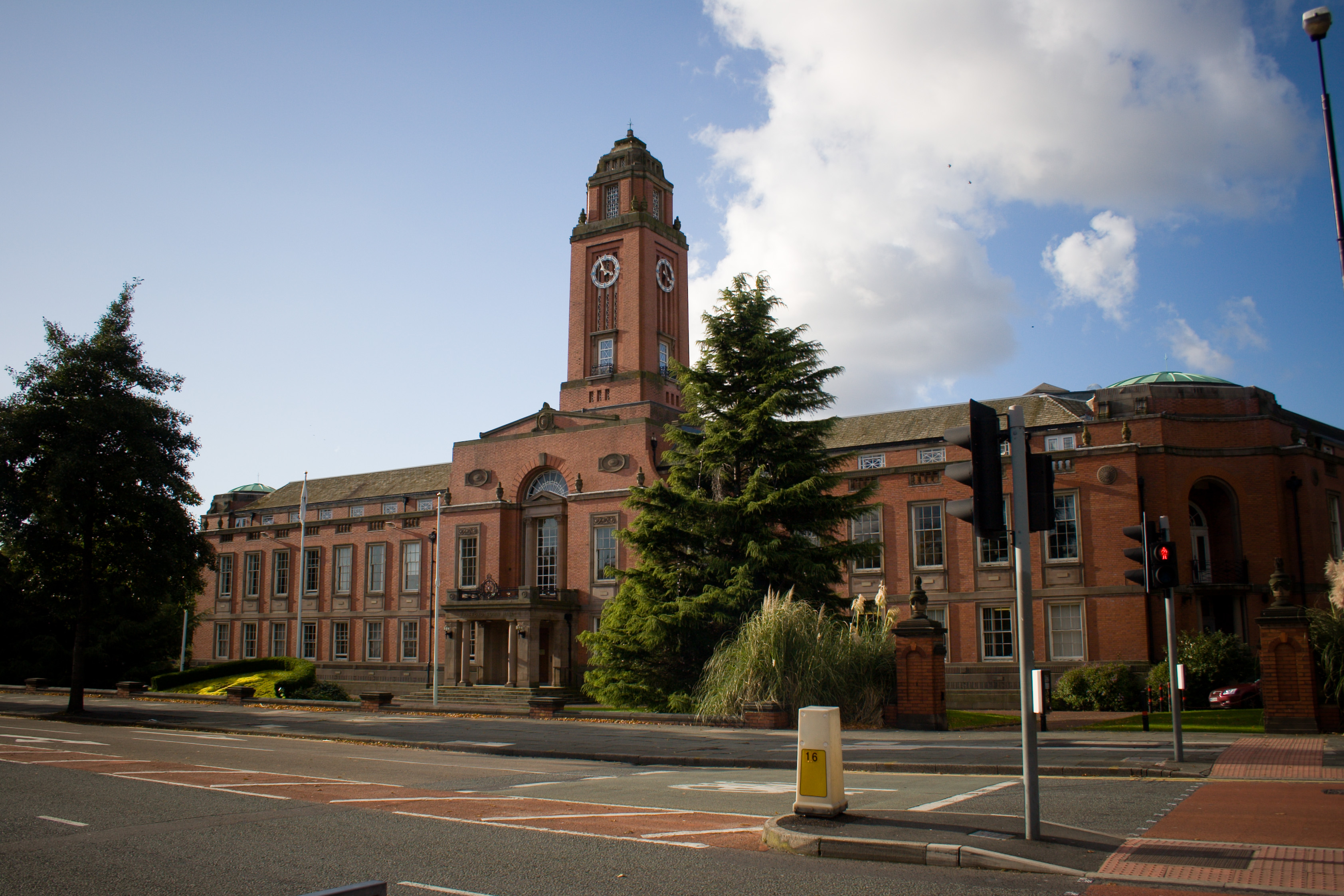
스트렛퍼드

스트렛퍼드(영어: Stretford)는 잉글랜드 그레이터맨체스터주에 위치한 도시로 인구는 37,455명(2011년 기준)이다.